# Црква Преображења Христовог у Доњој Белој Реци
Црква Преображења Христовог се налази у Доњој Белој Реци, насељеном месту на територији општине Нова Варош и припада Епархији милешевској Српске православне цркве. По народном предању, црква потиче још из доба Немањића, односно из прве половине 12. века и то њена данашња апсида и наос.

## Прошлост цркве
Црква посвећена Преображењу Христовом, смештена је на десној обали белоречког потока, на улазу у клисуру пуну пећина, могла би се повезати са стаништима монаха пустиножитеља- исихаста позног средњег века. Без поузданих извора о оснивању, сачувани помени говоре о обнови цркве с почетка 17. века, а натпис са царских двери из 1817. године казује да их је осликао Симеон Лазовић са сином Алексијем. Данашњи изглед црква је стекла доградњом припрате 1952. године, као и обновом с краја 20. века.

## Опис цркве
Црква је саграђена као једнобродна, каменом зидана грађевина са двосливним кровом била је покривена шиндром, која је 1953. године замењена црепом, а приликом обнове крајем 20. века, цреп је замењен лименом покривком. Црква је засведена бачвастим сводом, а под је поплочан каменом. Централни део надвишен је октогоналном куполом, хармоничних пропорција, са малим прозорским отворима, на коцкастом постољу. Некада су се на северној страни налазила врата висока један метар, да би свако ко је улазио морао да спусти главу и погнут уђе унутра, а и да непријатељски војници не би у храм улазили на коњима. 
На иконостасу се налазе царске двери, које су биле део старог иконостаса, рађене у дуборезу, са орнаментиком стилизованог лишћа и позлатом у постбарокном маниру и типичан су пример „прелазног доба” у српској уметности на почетку 19. века. На дверима се налазе иконе Симеона и Алексија Лазовића, значајне уметничке вредности, Благовести, пророк Соломон и пророк Давид.